# Coalition albanaise de la vallée de Preševo
La Coalition albanaise de la vallée de Preševo est un mouvement politique de la vallée de Preševo (en Serbie). Il défend la minorité albanaise de cette vallée. Elle a obtenu un député le 21 janvier 2007 (16 973 voix, soit 0,42 %). Ce député est confirmé en mai 2008, avec 18 553 voix et	0,5 %.
Cette liste résultait de la coalition du Parti d'action démocratique de Riza Halimi et de l'Union démocratique de la vallée de Skender Destani. D'autres partis après l'avoir soutenue, s'en sont retirés et ont appelé au boycott des Albanais.